# Камацоле (Падова)
Камацоле је насеље у Италији у округу Падова, региону Венето.
Према процени из 2011. у насељу је живело 508 становника. Насеље се налази на надморској висини од 51 м.